# Ostariophysi
Los ostariofisiarios (Ostariophysi) es un superorden de peces teleósteos siendo el segundo superorden de peces más grande que existe abarcando al menos 8000 especies, lo que representa alrededor del 28% de todas las especies de peces conocidos en el mundo y 68% de las especies de agua dulce, presentes en la mayoría de los continentes excepto Antártida. Poseen en común cierto número de características como una sustancia de alarma y el aparato de Weber. Miembros de este grupo incluyen peces usados en actividades humanas, como la industria alimentaria, pesca deportiva, investigación y en acuarios.

## Taxonomía
Actualmente, este superorden se divide en dos series, Anotoformes y los Otoformes. Sin embargo, en la literatura antigua, los Ostariophysi estaban restringidos solo en el orden de los peces que en la actualidad clasificamos como los Otophysi. Otophysi fue acuñado en 1970 por Rosen y Greenwood, para separar los ostariofisiarios tradicionales de los agregados de la familia de los Gonorynchiformes.
El superorden está clasificado como:
- Serie Anotophysi
  - Gonorynchiformes, alrededor de 37 especies
- Serie Otophysi (Euostariophysi)
  - Cypriniformes (carpas y parecidos), alrededor de 3268 especies (contiene a los Cyprinidae, la familia más grande los peces de agua dulce)
  - Characiformes (carácidos y parecidos), al menos 1674 especies
  - Siluriformes (peces gato), alrededor de 1727 especies
  - Gymnotiformes (anguilas eléctricas, peces cuchillo americanos), al menos 173 especies (a veces agrupados en la familia de los Siluriformes)

La monofilia de los Ostarioformes ha sido cuestionada con evidencia molecular. Los Gonorynchiformes están más relacionados con los Clupeiformes que los Otoformes. Es posible que los Gonorynchiformes y los Clupeiformes formen un grupo monofilético. Existe evidencia de un grupo emparentado entre los Ostarioformes y el Clupeomorpha (el taxón Ostarioclupeomorpha, también conocido como Otocephala, fue acuñado para describir este posible grupo monofilético).

## Evolución
Los fósiles Ostariofisiarios, ambos anotofisiarios y otofisiarios, son conocidos desde principios del Cretáceo. Estos fósiles fueron encontrados en todos los continentes, excepto Australia.
Actualmente, los ostariofisiarios están distribuidos en todos los continentes, excepto Antártica. El ancestro común de este grupo entró al agua dulce hace aproximadamente 251 millones de años, coincidiendo con el decremento global de niveles de oxígeno en aguas marinas. Los Otophysi se originaron en el agua dulce durante el periodo Jurásico (200-145 Ma) antes del rompimiento del supercontinente de Pangea. La división de los Otophysi en las cuatro ramas existentes sigue de cerca el rompimiento de Pangea. La separación de Laurasia en el norte de Gondwana, aisló en el sur a los linajes que dieron lugar a la especie de los Cypriniformes modernos y los Characiformes. La orden Characiformes fue dividida en Characiformes diurnos (activos en el día) y los Siluriformes nocturnos (activos en la noche), incluyendo Siluriformes y Gymnotiformes. Los Characiformes están presentes en Sudamérica y África, y se han ampliado recientemente a Norteamérica. Los Siluriformes se caracterizan por muchos rasgos derivados, incluyendo en particular, la electrorrecepción. Estos fueron originados antes del rompimiento de Gondwanna en Sudamérica y África en el Aptiense (110 Ma), pero la presencia de varios taxones de Silurifisiarios basales en la América del Sur moderna (Gymnotiformes, Diplomystidae, Loricaridea) sugiere que los Siluriformes pueden tener su origen en la porción occidental de Gondwanna. Alternativamente, estos taxones basales se han extinguido en África. La distribución moderna de los Siluriformes es universal debido a su dispersión posterior.

## Diversidad
Los ostariofisiarios son el segundo orden más grande de los teleósteos. Los ostariofisiarios incluyen 5 linajes mayores y es un grupo muy diverso. A partir de 2006 (Nelson), las cinco órdenes contienen 1.075 géneros en 64 familias y cerca de 7.931 especies, que es aproximadamente el 28% de todas las especies de peces conocidas. Las cuatro familias más grandes de este grupo (Cyprinidae, Characidae, Loricariidae y Balitoridae) incluyen 4.656 especies, más de la mitad (59%) de las especies ostariofisiarias. Cyprinidae es la familia más grande de peces de agua dulce y la mayor familia de vertebrados, después Gobiidae. Los ostariofisiarios representan alrededor del 68% de todas las especies de agua dulce; de hecho, existen alrededor de 123 especies marinas (Chanidae, Gonorynchidae, la mayoría son Ariidae, y aproximadamente la mitad de Plotosidae). Están presentes en todos los continentes y grandes masas de tierra, excepto la Antártida, Groenlandia y Nueva Zelanda.
Este grupo incluye una amplia variedad de peces distintos. Incluso contiene all pez de mayor tamaño de agua dulce capturado, el siluro gigante de Mekong, que puede llegar a pesar hasta 300 kg. También contiene la especie más pequeña de peces de agua dulce, Danionella translucida, de tan sólo 12 mm de longitud. Algunos de estos peces son capaces de respirar oxígeno de la atmósfera (Clariidae) o incluso vivir fuera del agua (Phreatobius cisternarum). Algunos ostariofisiarios tienen la capacidad de producir electricidad (Malapteruridae, Gymnotiformes).

## Características físicas
La mayoría de las especies poseen una vejiga natatoria (excepto en los Gonorynchus). La vejiga natatoria esta usualmente dividida en dos cámaras. Una cámara anterior pequeña que se encuentra parcialmente o completamente cubierta por una túnica peritoneal plateada. Y una cámara posterior de mayor tamaño que puede estar ausente o ser reducida en algunos grupos de peces. Diminutas proyecciones unicelulares conocidas como unculi están presentes comúnmente en varias partes del cuerpo y solamente son encontradas en los especímenes ostariofisiarios.
Muchos ostariofisiarios tienen la característica de tener una sustancia de alarma que es parte de una reacción al miedo. Esta es una feromona producida en células epidérmicas, y es similar o idéntica en todos los ostariofisiarios. Cuando el pez está lesionado o herido, esta feromona se libera; otros peces de la misma especie o especies similares pueden oler esta feromona, causando una reacción de miedo. Sin embargo, algunos peces poseen la sustancia de alarma sin la reacción de susto o carecen de ambas, reacción de alarma y de la feromona.

### Aparato de Weber
Una de las características principales de los osteofisiarios que sirve como criterio para diferenciarlos, es el aparato de Weber. Aparte de esta estructura, no hay otro rasgo que podría explicar el éxito de la especie. Se compone de un conjunto de huesos conocidos como huecesillos weberianos, una cadena de huesos pequeños que conectan el sistema auditivo a la vejiga natatoria de los peces. Los huecesillos conectan la pared de la vejiga natatoria con los senos linfáticos en forma de "Y" que conecta con el canal transversal, que se unen a los sáculos del oído derecho e izquierdo. Esto permite la transmisión de vibraciones al oído interno.
En los Anatophysi, las tres primeras vértebras están especializadas y asociadas con uno o más nervios cefálicos (un aparato weberiano primitivo). En los Otophysi, una modificación distintiva de las cuatro o cinco primeras vértebras anteriores se encuentran a su vez, los huecesillos de Weber.
El aparato weberiano en pleno funcionamiento consiste en la vejiga natatoria, los huecesillos de Weber, una parte de la columna vertebral anterior, algunos músculos y ligamentos. Lleva el nombre del anatomista y fisiólogo alemán Ernst Heinrich Weber , quien describió por primera vez la cadena de huesos llamados osículos de Weber.